# مونت شاستا (کالیفرنیا)
مونت شاستا (به انگلیسی: Mount Shasta) شهری در شهرستان سیسکیو ایالت کالیفرنیا است که در سرشماری سال ۲۰۱۰ میلادی، ۳۳۹۴ نفر جمعیت داشته است.